# Œ

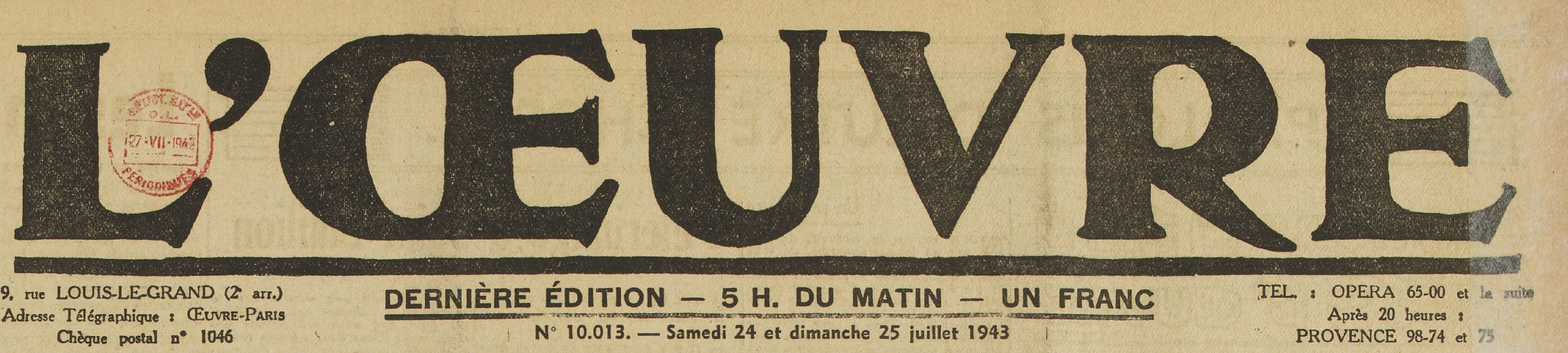
Œ, ligatuur van O en OE in Frans dagblad

"Œ" (kleine letter "œ") is een klinker en een letter gebruikt in middeleeuws en vroegmodern Latijn, en in modern Frans. De letter is een ligatuur voor "OE". Het teken wordt ook wel eðel genoemd (IPA: /eðəl/).
In het Latijn staat deze combinatie voor een tweeklank, IPA [oe], die wordt uitgesproken als "oi". Ze werd gebruikt in woorden met de tweeklank "OI" ("ΟΙ, οι") die geleend waren uit het Oudgrieks. Zowel in de klassieke tijd als tegenwoordig worden de letters apart geschreven, maar de ligatuur werd gebruikt in middeleeuwse en vroegmoderne geschriften, onder meer omdat "œ" gereduceerd was tot een eenvoudige lange klanker (IPA: [e:]) in laat-Latijn.
Het Duitse, IJslandse en Zweedse equivalent is "Ö". In het Deens, Faeröers en Noors is de overeenkomstige letter "Ø". De letter is niet equivalent met "Ö" in Fins, Estisch, Hongaars en Turks, aangezien de "Ö" daar niet het resultaat van umlaut is.
Leenwoorden in het Engels uit het Latijn met "œ" worden vaak gespeld met de letter "e", vooral in Amerikaans-Engels. Zo werd bijvoorbeeld fœderal federal en fœtus werd fetus (in Amerikaans-Engels).
In het Frans heeft de "œ" geen louter esthetische waarde, maar ook een linguïstische, dit in tegenstelling tot bijvoorbeeld de “fi”-ligatuur die verder geen linguïstische waarde heeft. In de woorden cœur ("hart") en sœur ("zus"), of in eigennamen (Belœil); in leenwoorden uit het Oudgrieks "œ" wordt als [e:] uitgesproken (bijvoorbeeld in œsophage). In druk kan in het Frans de "œ" worden gebruikt om aan te geven dat het om één klank gaat, en niet om twee afzonderlijke klinkers "o" en "e", zoals in coëfficiënt. Mede als gevolg van de beperkingen van tekstverwerkers (of hun gebruikers) wordt dit uitgangspunt echter vaak niet standaard gehanteerd.
Wat computers betreft: in de Unicode-tekenset zijn de codes voor "Œ" en "œ" respectievelijk U+0152 (alt+0156) en U+0153, of 338 en 339 in decimaal. In HTML kunnen de codes &#338; en &#339; of &OElig; en &oelig; worden gebruikt.